# Jack Whyte
Jack Whyte (Escocia, 1940 - Kelowna, 22 de febrero del 2021) fue un novelista escocés-canadiense de ficción histórica. Nacido y criado en Escocia, se mudó a Canadá en 1967. Residió en Kelowna, Columbia Británica.

## Biografía
Whyte nació en Escocia en 1940. Residió allí hasta que se mudó a Canadá en 1967. Trabajó en una escuela local durante un año, donde enseñó inglés. Posteriormente trabajó como autor, músico y actor. Él y su esposa, Beverley, inicialmente vivieron en Alberta antes de establecerse en Kelowna en 1996.
El trabajo principal de Whyte fue una serie de novelas históricas que relatan la historia del Rey Arturo en el contexto de la Gran Bretaña romana. Esta versión de la leyenda popular evita el uso de la magia para explicar el ascenso de Arthur al poder y en cambio, se basa en la condición histórica (con cierta licencia artística) de la Gran Bretaña post-romana para apoyar la teoría de que Arthur estaba destinado a contrarrestar la anarquía dejada por el Salida romana de Gran Bretaña en 410 d. C. y la posterior colonización e invasión de Gran Bretaña por varios pueblos del noroeste de Europa, incluidos los sajones, jutos, francos y anglos. Whyte incorpora tanto nombres, lugares y eventos arturianos tradicionales (aunque en forma gaélica o latina) como los nombres de varias figuras históricas que se han sugerido como la posible base de la leyenda original del Rey Arturo. La implicación tácita es que la versión de la historia de Whyte es la verdadera historia que se ha distorsionado con el tiempo para convertirse en la leyenda y las historias de magia que conocemos hoy. La serie se ha publicado en diferentes lugares bajo tres títulos diferentes. En Canadá se tituló A Dream of Eagles, mientras que en Estados Unidos se tituló The Camulod Chronicles.  Cuando finalmente se volvió a publicar en Gran Bretaña con un orden de lectura diferente, se convirtió en Leyendas de Camelot.
Whyte fue el bardo oficial de The Calgary Highlanders e interpretó varias pistas de poesía y canciones en la grabación de 1990 de Regimental Pipes and Drums of The Calgary Highlanders titulada Ochenta años de gloria: The Regimental Pipes, Drums and Bard of The Calgary Highlanders.